# Långtjärnen (Arjeplogs socken, Lappland, 733089-160561)
Långtjärnen är en sjö i Arjeplogs kommun i Lappland och ingår i Skellefteälvens huvudavrinningsområde.